# Schwirrflug

Schwirrflug der Kolibris

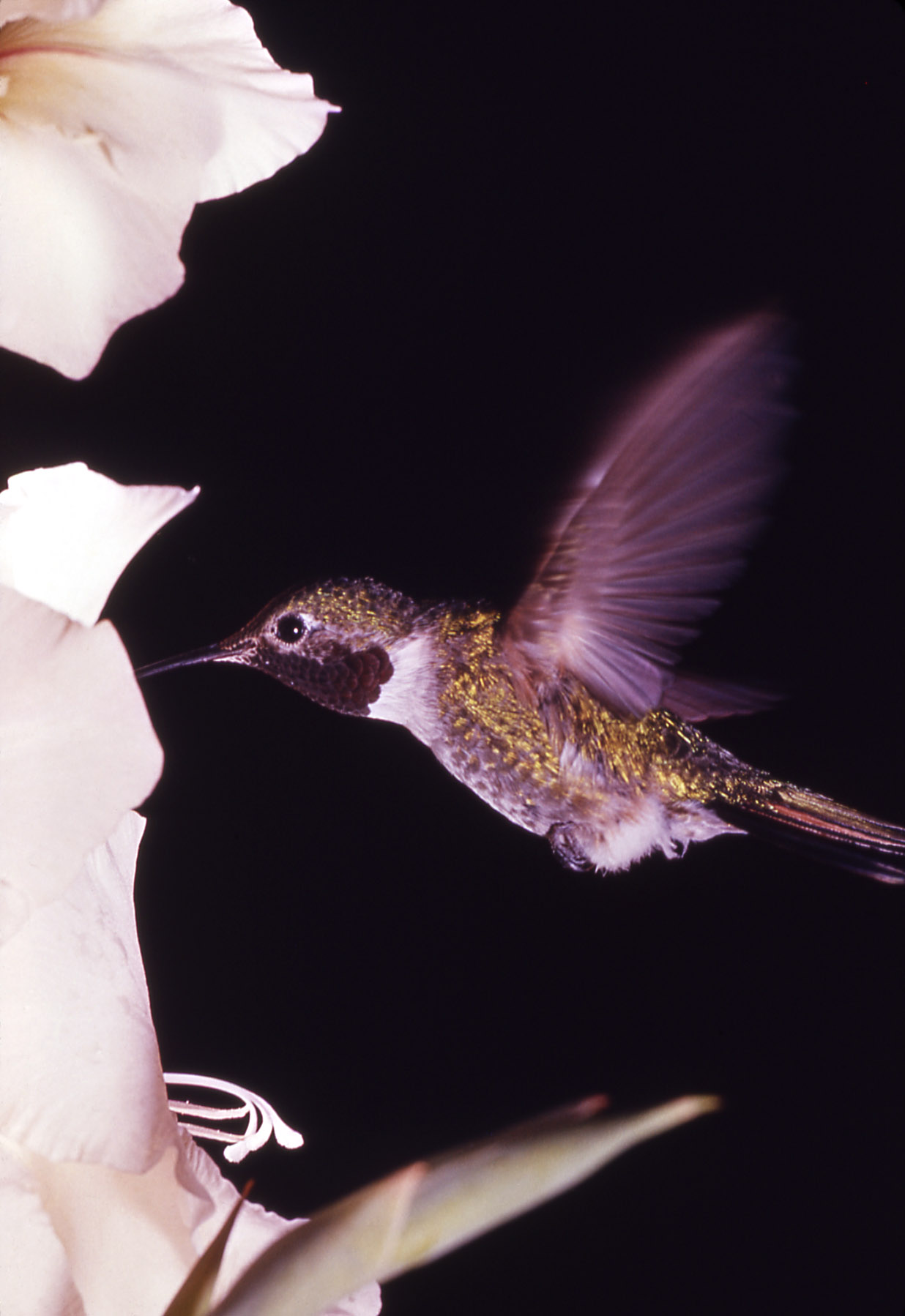
Breitschwanzkolibri (Selasphorus platycercus) im Schwirrflug

Der Schwirrflug ist eine Flugart, bei der durch beide Flügelschläge Auftrieb erzeugt wird. Dazu müssen die Flügelspitzen eine liegende Acht beschreiben, wobei die Flügelvorderkante stets in Schlagrichtung zeigt und somit beim Ab- wie auch beim Aufschlag der Flügel Auftrieb erzeugt werden kann. Die Flügelschläge müssen sehr rasch erfolgen.
Tiere, die den Schwirrflug ausüben, können nicht nur wie ein Hubschrauber in der Luft stehen, sondern sind auch in der Lage, in alle Richtungen – auch rückwärts – zu fliegen. Wichtig für die optische Orientierung ist, den Kopf sehr genau auszutarieren.

## Tiergruppen
Den Schwirrflug beherrschen Vertreter mehrerer flugfähiger Tiergruppen:
- Säugetiere

- manche Fledermäuse (z. B. Großohrfledermäuse, Micronycteris microtis und Sackflügelfledermäuse)

- Vögel

- besonders die Kolibris
- Schmalschnabeltodi (ein Rackenvogel)
- Nektarvögel wie der Grünrücken-Nektarvogel
- einige Schreivögel wie Kleinantillen-Schopftyrann
- einige Singvögel wie Zwergschnäpper oder Trauerschnäpper (beide Fliegenschnäpper) oder Wintergoldhähnchen oder Lanzarote-Zilpzalp (Laubsänger).

- Insekten

- Schmetterlinge (vor allem Taubenschwänzchen, Gammaeule)
- die meisten Schwebfliegen
- die meisten Libellen  (z. B. Gebänderte Prachtlibelle)
- einige Netzflügler (z. B. Libellen-Schmetterlingshaft)
- einige Hautflügler wie Bienen und Bienenwolf

Manche Tiere zeigen den Schwirrflug nur bei der Balz (z. B. Große Sackflügelfledermaus oder Blauflügel-Prachtlibelle).

## Flugparameter
Die Flugschlagfrequenz der Kolibris im Schwirrflug beträgt etwa 40 bis 50 Hertz (Schläge pro Sekunde), die des Taubenschwänzchens etwa 70 bis 90 Hertz, Schwebfliegen bis zu 300 Hertz. Die Frequenz der Hautflügler ist nicht nerval steuerbar, aber meist konstant ausreichend hoch.
Kolibris erzielen etwa 75 % ihres Auftriebes durch abwärts gerichtete Flügelschläge und etwa 25 % durch aufwärts gerichtete.
Die Fluggeschwindigkeit der Kolibris ist im Verhältnis zur Körperlänge eine der höchsten der Wirbeltiere, die etwa zehn Zentimeter großen Annakolibris erreichen bei ihren Balzflügen kurzfristig Geschwindigkeiten von 27,3 m/s bzw. 98 km/h bei Beschleunigungswerten von etwa dem Zehnfachen der Erdbeschleunigung, im Durchschnitt werden 40–50 km/h erreicht. Die Fluggeschwindigkeit des Taubenschwänzchens beträgt bis zu 80 km/h.

## Koevolution
Manche Pflanzen passten sich dem Schwirrvermögen ihrer Bestäuber anatomisch an (Koevolution). Spezielle Anpassungen an Vögel (hier: schwirrende Kolibris) werden Ornithophilie, Anpassungen an Schmetterlinge (z. B. an das Schwalbenschwänzchen) Lepidopterophilie genannt.

## Analyse
In der direkten Beobachtung ist es für das menschliche Auge nicht möglich, die hohen Frequenzen des Flügelschlages zu differenzieren, das menschliche Auge kann maximal etwa 16 Bilder pro Sekunde unterscheiden. Selbst für Kameras stellen Frequenzen von 40 bis 90 Flügelschlägen pro Sekunde eine große Herausforderung dar. Hochgeschwindigkeitskameras können aber auch die Flügelbewegungen des Taubenschwänzchens aufzeichnen.
Zur Analyse und Messung des Auftriebs wurden trainierte Kolibris in einer Kammer mit Helium-gefüllten Seifenblasen im Schwirrflug gefilmt und die Bewegung der Luftblasen analysiert.